# Rivière Boivin (rivière aux Outardes)
Pour les articles homonymes, voir Boivin et Rivière Boivin.
La rivière Boivin fait partie du bassin versant de la rivière aux Outardes, coulant dans le territoire non organisé de Mont-Valin, dans la partie nord de la municipalité régionale de comté (MRC) du Fjord-du-Saguenay, dans la région administrative de Saguenay–Lac-Saint-Jean, dans la province de Québec, au Canada,,.
La foresterie constitue la principale activité économique du secteur ; les activités récréotouristiques sont accessoires considérant l’éloignement géographique et le manque de routes d’accès.
La surface de la rivière Boivin est habituellement gelée de la fin novembre au début avril, toutefois la circulation sécuritaire sur la glace se fait généralement de la mi-décembre à la fin mars.

## Géographie
Les principaux bassins versants voisins de la rivière Boivin sont :
- Côté nord : rivière aux Outardes, lac Naococane, lac Forton ;
- Côté est : lac Maublant, lac Plétipi, rivière aux Outardes, lac Matonipi, lac Matonipis ;
- Côté sud : lac Bernay, lac Talien, lac Galibert, lac Plétipi, lac des Sept Milles ;
- Côté ouest : lac du Castor Noir, lac du Cran Cassé, rivière du Cran Cassé, lac aux Deux Décharges, rivière Péribonka, rivière Savane, lac Courtois, rivière Péribonka Est, rivière Carignan[2].

La rivière Boivin prend sa source à l’embouchure d’un lac non identifié (longueur : 1,4 km ; altitude : 764 m). Ce lac ne comporte aucun affluent. L’embouchure de ce lac est située à :
- 1,1 km à l'ouest du lac de tête de la rivière aux Outardes ;
- 11,0 km au nord de l’émissaire Nord du lac aux Deux Décharges ;
- 23,0 km au nord-ouest de l’embouchure de la rivière Boivin ;
- 32,6 km au nord-ouest de l’embouchure du lac Maublant ;
- 69,0 km au nord-ouest de l’embouchure du lac Plétipi lequel est traversé vers le sud-est par la rivière aux Outardes, soit près du hameau de Kauapushishkat[5],[2]

À partir de sa source, la rivière Boivin coule sur 36,5 km sur un dénivelé de m entièrement en zone forestière, selon les segments suivants :
Cours supérieur de la rivière Boivin (segment de 12,1 km)
- 2,2 km vers le nord-ouest puis le sud-ouest en traversant sur 1,8 km un lac non identifié (altitude : 753 m) sur sa pleine longueur, jusqu’à son embouchure ;
- 2,0 km vers le sud-ouest en traversant sur 1,3 km un lac non identifié (altitude : 742 m) sur sa pleine longueur, jusqu’à son embouchure ;
- 2,5 km vers le sud, puis vers l’est, jusqu’à la rive ouest d’un lac non identifié ;
- 1,1 km vers le sud-est en traversant un lac non identifié (longueur : 2,4 km ; altitude : 735 m) jusqu’à son embouchure ;
- 2,0 km vers l'est en traversant un petit lac non identifié (altitude : 734 m) jusqu’à son embouchure laquelle correspond à une décharge (venant du nord) de quelques lacs ;
- 2,3 km vers le sud-est en traversant un lac non identifié (longueur : 2,5 km ; altitude : 729 m) jusqu’à son embouchure. Note : ce lac reçoit du côté sud la décharge du lac aux Deux Décharges. Ce lac est entouré de marais.

Cours inférieur de la rivière Boivin (segment de 24,4 km)
- 4,4 km vers le sud-est en recueillant deux décharges (venant du nord), jusqu’à la décharge (venant du nord) de quelques lacs non identifiés ;
- 7,1 km vers le sud-est, en recueillant la décharge (venant du nord) d’un lac non identifié, jusqu’à la décharge (venant du nord) d’un lac ;
- 5,5 km vers le sud-est, le sud jusqu’à un ruisseau (venant du nord) et finalement vers le sud-est, jusqu’à la décharge (venant du nord-ouest) de quelques lacs situés à l'est du lac aux Deux Décharges ;
- 2,0 km vers le sud, puis le sud-est, jusqu’à la décharge (venant du nord-est) de quelques lacs ;
- 2,9 km vers le sud, en traversant un lac non identifié (altitude : 561 m) sur sa pleine longueur lequel est formé en deux parties, jusqu’à son embouchure ;
- 2,5 km vers le sud en formant une boucle vers l'ouest, jusqu’à son embouchure[2].

La rivière Boivin se déverse au milieu de la rive ouest du lac Boivin (longueur : 7,3 km ; largeur : 2,8 km ; altitude : 554 m). Cette embouchure est située à :
- 11,5 km au nord-est du lac du Castor Noir ;
- 14,8 km à l'est du lac aux Deux Décharges ;
- 15,1 km au sud-est de l’embouchure du lac Maublant ;
- 30,1 km au sud-est de l’embouchure de la rivière Boivin ;
- 37,0 km à l'est de la confluence de la rivière Péribonka Est et de la rivière Carignan ;
- 46,0 km au nord-ouest de l’embouchure du lac Plétipi, soit près du hameau de Kauapushishkat (confluence avec la rivière aux Outardes) ;
- 96,8 km à l'est du réservoir Manicouagan ;
- 339 km au nord-ouest de l’embouchure de la rivière aux Outardes[5],[2]

À partir de l’embouchure de la rivière Boivin, le courant traverse sur le lac Boivin sur 2,6 km vers le nord-est, puis descend sur 8,8 km la décharge notamment en traversant sur 2,3 km un lac non identifié jusqu’à la rive ouest du lac Maublant qu’il traverse sur 10,5 km vers l'est et le lac Plétipi sur 40,0 km vers le sud-est, puis descend la rivière aux Outardes sur km vers l’est, jusqu'à la rive nord du fleuve Saint-Laurent.

## Toponymie
Le toponyme de « rivière Boivin » a été officialisé le 5 décembre 1968 à la Banque des noms de lieux de la Commission de toponymie du Québec.